# CD5
CD5 (ang. cluster of differentiation 5, synonimy: LEU1, T1) to białko występujące na limfocytach T oraz subpopulacji limfocytów B określanej nazwą limfocytów B1. Gen kodujący CD5 znajduje się na chromosomie 11 w położeniu 11q23. Sugerowanym ligandem dla CD5 jest cząsteczka CD72. CD5 znajduje zastosowanie jako marker limfocytów T w badaniach immunohistochemicznych.